# Robodock

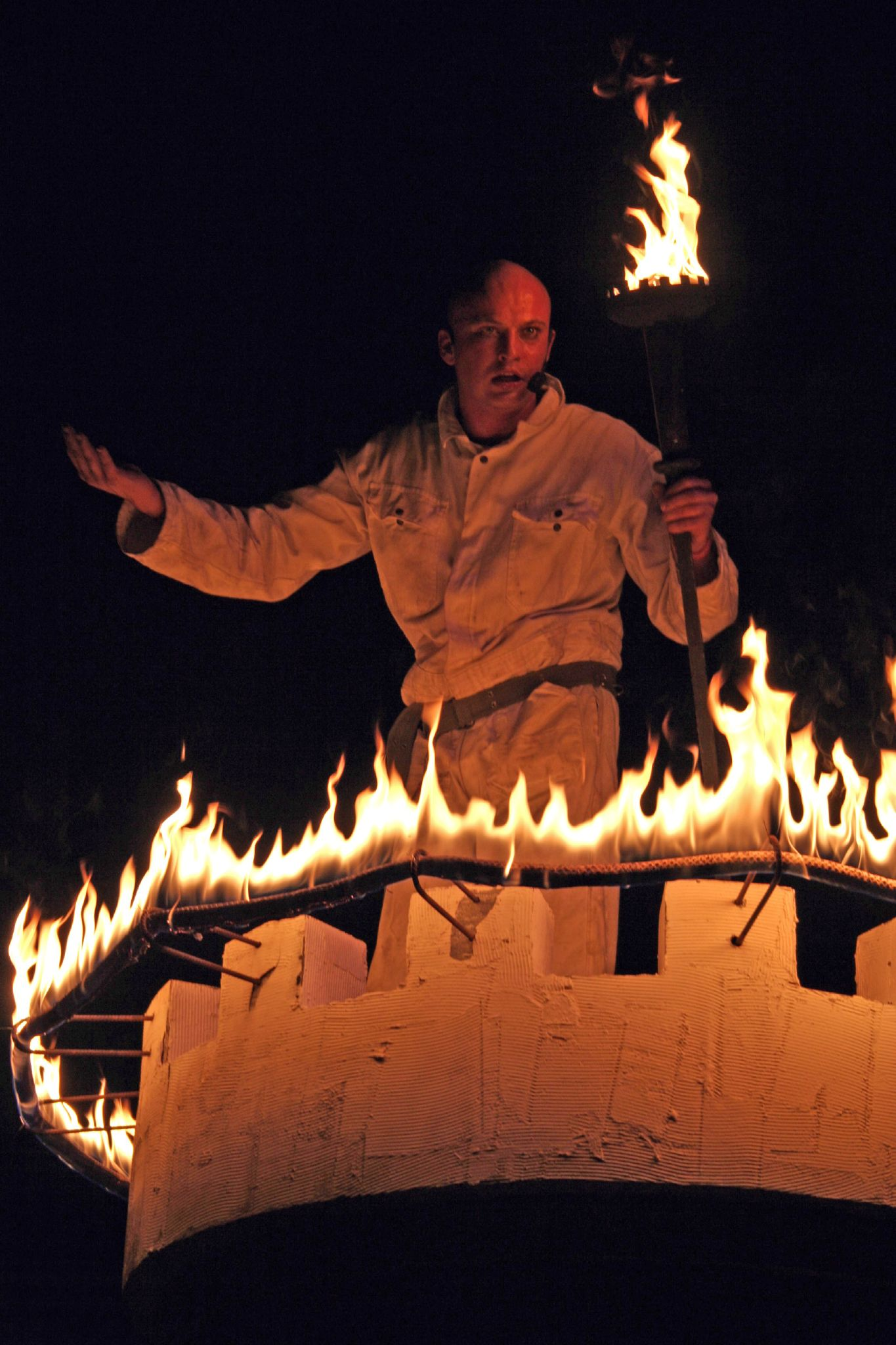
Optreden Robodock Festival in 2006 in Amsterdam

Robodock was een Amsterdams meerdaags festival dat gehouden werd tussen 1998 en 2012. Het festival verbond techniek met kunst en toonde verschillende disciplines, waaronder theater, beeldende kunst, muziek, film, industriële installaties en technische experimenten. 
Het festival komt voort uit de kraakbeweging en vond jaarlijks plaats tussen 1998 en 2007 en daarna in 2010 en 2012. In 2010 speelde Robodock een moderne en deels geïmproviseerde versie van Stravinsky's De vuurvogel, 100 jaar na de première van het origineel. In 2012 werden twee acts van Burning Man aangetrokken. In 2003 vond het plaats in Rotterdam, de overige edities op het ADM- en NDSM-terrein. 